# Xaver Muther
Xaver Muther (eigentlich Andreas Franz Xaver Muther; * 7. Oktober 1890 in Bludenz; † 10. Mai 1970 ebenda) war ein österreichischer Politiker (ÖVP) und Steinmetz. Er war von 1934 bis 1938 sowie von 1945 bis 1949 Abgeordneter zum Vorarlberger Landtag.

## Ausbildung und Beruf
Muther besuchte zwischen 1896 und 1904 die Volks- und Bürgerschule in Bludenz und absolvierte danach von 1904 bis 1908 eine Steinmetz- und Bildhauerlehre in Bludenz. Er verbrachte seine Gesellenjahre zwischen 1908 und 1911 in Bozen, Innsbruck, Nürnberg, München und Kiefersfelden und kehrte 1911 zurück, wobei er sich von 1909 bis 1911 jeweils sechs Monate an der Bauhandwerkerschule in Bregenz und Bozen weitergebildet hatte. Er absolvierte nach seiner Rückkehr zwischen 1911 und 1912 seinen Militärdienst und eröffnete im Mai 1914 sein eigenes Geschäft. Er musste jedoch bereits im August 1914 zum Kriegsdienst im Ersten Weltkrieg einrücken, der ihn bis November 1918 als Feldwebel nach Galizien, Russland und Italien führte. Nach seiner Rückkehr eröffnete er 1919 sein Geschäft erneut und erwarb 1923 die Gewerbeverleihung als Steinbildhauer, 1926 wurde er Meisterprüfungskommissär. Er erlangte 1927 die Konzession zum Steinmetzmeister und war ab 1930 gerichtlich beeideter Schätzmeister. Auf Grund eines Geschäftsboykotts durch die NSDAP litt sein Geschäft ab 1938, im Juni 1943 erfolgte Stilllegung seines Geschäftes über Weisung der NSDAP. In der Folge arbeitete Muther 1943 für Vorarlberger Illwerke und kämpfte danach als Feldwebel im Zweiten Weltkrieg. 1945 führte er sein Unternehmen weiter. Muther war von 1927 bis 1938 sowie von 1947 bis 1963 Innungsmeister der Vorarlberger Steinmetze.

## Politik und Funktionen
Muther war Mitglied der Christlichsozialen Partei und von 1921 bis 1934 Obmann der Christlichsozialen Ortspartei Bludenz. Er war von 1920 bis 1934 Mitglied der Stadtvertretung Bludenz und wurde 1934 Mitglied der Vaterländischen Front, für die er sich als Orts- und Bezirksleitung engagierte. Des Weiteren war er Mitglied des Vorarlberger Heimatdienstes (Adjutant des Bataillons Bludenz) und wirkte an der Errichtung der Frontmiliz mit. Er wurde vom Landeshauptmann 1934 als Standesvertreter des Gewerbes zum Mitglied des Vorarlberger Landtags ernannt, dem er vom 14. November 1934 bis zum 12. März 1938 angehörte. 1938 wurde er durch die Nationalsozialisten inhaftiert und befand sich eine Woche in Haft. Danach wurde er immer wieder verfolgt, insbesondere als er sich 1940 gegen Austreibung der Kapuziner stellte. 1943 wurde ihm die Gewerbeberechtigung entzogen und er strafweise zur Wehrmacht eingezogen.
Nach dem Zweiten Weltkrieg schloss sich Muther der ÖVP und dem Wirtschaftsbund an. Er war Mitglied der ÖVP-Landesparteileitung und Stadtparteiobmann der ÖVP-Bludenz und wirkte in Bludenz von 1947 bis 1962 als Stadtrat sowie von 1949 bis 1962 als Vizebürgermeister. Des Weiteren vertrat er die ÖVP vom 11. Dezember 1945 bis zum 24. Oktober 1949 Abgeordneter des Wahlbezirkes Bludenz im Landtag.

## Auszeichnungen
- Karl-Truppenkreuz (Erster Weltkrieg)
- Silbernes Verdienstkreuz mit der Krone am Band der Tapferkeitsmedaille
- Eisernes Verdienstkreuz mit der Krone am Band der Tapferkeitsmedaille
- Bronzene Tapferkeitsmedaille
- Ehrenmitglied der Österreichischen Steinmetzmeisterverbandes (1937)
- Ernennung zum Kommerzialrat (1953)

## Privates
Muther war der Sohn des Bludenzer Zimmermans und Fabriksarbeiters Josef Anton Muther (1850–1933) und dessen Gattin Maria Elisabeth Burtscher (1854–1923). Er heiratete am 24. Jänner 1921 Rosa Tschabrun, die jedoch bereits am 8. Dezember 1921 verstarb. Am 19. Mai 1930 heiratete Muther mit Agnes Schott (1897–1980).